# Truyền hình kỹ thuật số
Truyền hình kỹ thuật số (tiếng Anh: Digital television - DTV) là một hệ thống viễn thông phát và nhận tín hiệu hình ảnh và âm thanh bằng các tín hiệu kỹ thuật số, trái với các tín hiệu tương tự (analog) được các đài truyền hình truyền thống sử dụng. Vào thời điểm phát triển, nó được coi là một tiến bộ đổi mới và đại diện cho sự phát triển quan trọng đầu tiên trong công nghệ truyền hình kể từ truyền hình màu vào những năm 1950. Truyền hình kỹ thuật số hiện đại được truyền ở độ phân giải cao (HDTV) lớn hơn so với TV analog. Nó thường sử dụng tỷ lệ khung hình màn hình rộng (thường là 16:9) khác với định dạng khung hình hẹp của TV analog. Nó làm cho việc sử dụng tiết kiệm hơn không gian phổ vô tuyến khan hiếm; nó có thể truyền tối đa mười kênh trong cùng dãy sóng như một kênh analog, và cung cấp nhiều tính năng mới mà truyền hình analog không thể. Một quá trình chuyển đổi tanalog sang kỹ thuật số bắt đầu vào khoảng năm 2000. Các tiêu chuẩn phát sóng truyền hình kỹ thuật số khác nhau đã được áp dụng ở các khu vực khác nhau trên thế giới; dưới đây là một số tiêu chuẩn được sử dụng rộng rãi:
- Truyền dẫn Video Kỹ thuật số (DVB) sử dụng điều chế ghép kênh phân chia theo tần số trực giao (OFDM) được mã hóa và hỗ trợ truyền phân cấp. Tiêu chuẩn này đã được áp dụng ở Châu Âu, Châu Phi, Châu Á và Úc, với tổng số khoảng 60 quốc gia. Tại Việt Nam, tiêu chuẩn DVB được lựa chọn cho các hạ tầng phát sóng truyền hình mặt đất (DVB-T2), truyền hình vệ tinh (DVB-S/S2) và truyền hình cáp (DVB-C).
- Hệ thống Truyền hình Tiên tiến (ATSC) sử dụng dải phụ di tích tám cấp (8VSB) để phát sóng mặt đất. Tiêu chuẩn này đã được 6 quốc gia áp dụng: Hoa Kỳ, Canada, Mexico, Hàn Quốc, Cộng hòa Dominicana và Honduras.
- Dịch vụ Tích hợp Phát sóng Kỹ thuật số (ISDB) là một hệ thống được thiết kế để cung cấp khả năng thu sóng tốt cho các máy thu cố định và cả máy thu di động hoặc di động. Dịch vụ này sử dụng OFDM và xen kẽ hai chiều. Hỗ trợ truyền phân cấp lên đến ba lớp và sử dụng video MPEG-2 và Mã hóa âm thanh nâng cao. Tiêu chuẩn này đã được áp dụng ở Nhật Bản và Philippines. ISDB-T International là bản phóng tác của tiêu chuẩn này sử dụng H.264/MPEG-4 AVC, được áp dụng ở hầu hết các quốc gia châu Phi nói tiếng Bồ Đào Nha và Bồ Đào Nha.
- Phát sóng Đa phương tiện Mặt đất Kỹ thuật số (DTMB) áp dụng công nghệ OFDM đồng bộ miền thời gian (TDS) với khung tín hiệu giả ngẫu nhiên để đóng vai trò là khoảng bảo vệ (GI) của khối OFDM và ký hiệu đào tạo. Tiêu chuẩn DTMB đã được áp dụng tại Cộng hòa Nhân dân Trung Hoa, bao gồm cả Hồng Kông và Ma Cao.[3]

Bảng đồ về các chuẩn định dạng truyền hình kỹ thuật số xuất hiện trên thế giới

- Phát sóng Đa phương tiện Mặt đất (DMB) là một công nghệ truyền dẫn vô tuyến kỹ thuật số được phát triển ở Hàn Quốc như một phần của dự án CNTT quốc gia để truyền tín hiệu đa phương tiện như TV, radio và dữ liệu tới các thiết bị di động như điện thoại di động, máy tính xách tay và hệ thống định vị GPS.

## Lịch sử

### Bối cảnh
Nguồn gốc của truyền hình kỹ thuật số đã được liên kết rất chặt chẽ với sự sẵn có của các máy tính hiệu suất cao, rẻ tiền. Mãi đến những năm 1990, TV kỹ thuật số mới trở nên khả dụng. Truyền hình kỹ thuật số trước đây không khả thi trên thực tế do yêu cầu băng thông cao không chính thức của video kỹ thuật số không nén, chúng yêu cầu tốc độ bit khoảng 200 Mbit / s (25 MB / s) cho tín hiệu truyền hình độ nét tiêu chuẩn (SDTV), và hơn 1 Gbit / s cho truyền hình độ nét cao (HDTV).
Truyền hình kỹ thuật số đã trở nên khả thi trên thực tế vào đầu những năm 1990 do sự phát triển công nghệ lớn: nén video biến đổi cosine (DCT) rời rạc. Mã hóa DCT là một kỹ thuật nén lần đầu tiên được đề xuất để nén hình ảnh bởi Nasir Ahmed vào năm 1972, và sau đó được điều chỉnh thành thuật toán mã hóa video DCT bù chuyển động, cho các tiêu chuẩn mã hóa video như định dạng H.26x từ năm 1988 trở đi và các định dạng MPEG từ năm 1991 trở đi. Nén video DCT bù chuyển động đã giảm đáng kể lượng băng thông cần thiết cho tín hiệu TV kỹ thuật số. Mã hóa DCT đã giảm các yêu cầu băng thông của tín hiệu truyền hình kỹ thuật số xuống khoảng 34 Mpps bit cho SDTV và khoảng 70 - 140 Mbit/s cho HDTV trong khi duy trì truyền dẫn chất lượng gần studio, biến truyền hình kỹ thuật số thành hiện thực trong những năm 1990..

### Phát triển
Một dịch vụ truyền hình kỹ thuật số đã được đề xuất vào năm 1986 bởi Nippon Telegraph and Telephone (NTT) và Bộ Bưu chính Viễn thông (MPT) tại Nhật Bản, nơi đang có kế hoạch phát triển dịch vụ về "Hệ thống mạng tích hợp". Tuy nhiên, thực tế không thể thực hiện một dịch vụ truyền hình kỹ thuật số như vậy cho đến khi việc áp dụng công nghệ nén video biến đổi cosine (DCT) rời rạc vào đầu những năm 1990.
Vào giữa những năm 1980, khi các công ty điện tử tiêu dùng Nhật Bản phát triển trước công nghệ HDTV và định dạng analog MUSE được NHK của đài truyền hình công cộng Nhật Bản đề xuất như một tiêu chuẩn trên toàn thế giới, những tiến bộ của Nhật Bản được coi là sự đe dọa làm lu mờ các thiết bị điện tử của các công ty Hoa Kỳ. Cho đến tháng 6 năm 1990, tiêu chuẩn MUSE của Nhật Bản dựa trên một hệ thống tín hiệu analog, đã trở thành người đi đầu trong số hơn 23 khái niệm kỹ thuật khác nhau đang được xem xét.
Từ năm 1988 đến 1991, một số tổ chức châu Âu đã làm việc về các tiêu chuẩn mã hóa video kỹ thuật số dựa trên DCT cho cả SDTV và HDTV. Dự án EU 256 của CMTT và ETSI, cùng với nghiên cứu của đài truyền hình RAI của Ý, đã phát triển một codec video DCT phát SDTV ở tốc độ bit 34 Mbit /s và HDTV chất lượng gần studio ở khoảng 70 bit140 Mbit /s bit-rate. RAI đã chứng minh điều này với một FIFA World Cup 1990 phát sóng vào tháng 3 năm 1990. Một công ty của Mỹ, General Instrument, cũng đã chứng minh tính khả thi của tín hiệu truyền hình kỹ thuật số vào năm 1990. Điều này dẫn đến việc FCC bị thuyết phục trì hoãn quyết định của mình đối với tiêu chuẩn ATV cho đến khi tiêu chuẩn kỹ thuật số có thể được phát triển.
Vào tháng 3 năm 1990, khi chắc chắn rằng tiêu chuẩn kỹ thuật số rất khả thi, FCC đã đưa ra một số quyết định quan trọng. Đầu tiên, Ủy ban tuyên bố rằng tiêu chuẩn TV mới có nhiều sự phát triển hơn so với tín hiệu analog, nhưng để có thể cung cấp tín hiệu HDTV chính hãng đòi hỏi độ phân giải ít nhất gấp đôi so với hình ảnh truyền hình hiện có. Sau đó, để đảm bảo rằng những người xem không muốn mua một bộ truyền hình kỹ thuật số mới có thể tiếp tục nhận được các chương trình phát sóng truyền hình thông thường, họ đã ra lệnh rằng tiêu chuẩn ATV mới phải có khả năng "mô phỏng" trên các kênh khác nhau. Tiêu chuẩn ATV mới cũng cho phép tín hiệu DTV mới dựa trên các nguyên tắc thiết kế hoàn toàn mới. Mặc dù không tương thích với tiêu chuẩn NTSC hiện có, tiêu chuẩn DTV mới sẽ có thể kết hợp nhiều cải tiến.
Tiêu chuẩn cuối cùng được chấp nhận bởi FCC không yêu cầu một tiêu chuẩn duy nhất cho các định dạng quét, tỷ lệ khung hình hoặc đường phân giải. Kết quả này là do sự tranh chấp giữa ngành công nghiệp điện tử tiêu dùng (có sự tham gia của một số đài truyền hình) và ngành công nghiệp máy tính (có sự tham gia của ngành công nghiệp phim ảnh và một số nhóm lợi ích công cộng) về hai quá trình quét xen kẽ hay tiến bộ. Quét xen kẽ, được sử dụng trong các TV trên toàn thế giới, quét các dòng được đánh số chẵn trước, sau đó là các số lẻ. Quét liên tục, là định dạng được sử dụng trong máy tính, quét các dòng theo trình tự, từ trên xuống dưới. Ngành công nghiệp máy tính lập luận rằng quét tiến bộ là vượt trội vì nó không "nhấp nháy" theo cách quét xen kẽ. Họ cũng lập luận rằng việc quét lũy tiến cho phép kết nối Internet dễ dàng hơn và được chuyển đổi rẻ hơn sang các định dạng xen kẽ hơn là ngược lại. Ngành công nghiệp phim ảnh cũng ủng hộ quan điểm về quét lũy tiến vì nó cung cấp một phương tiện hiệu quả hơn để chuyển đổi chương trình quay phim sang định dạng kỹ thuật số. Về phần mình, ngành công nghiệp điện tử tiêu dùng và các đài truyền hình lập luận rằng quét xen kẽ là công nghệ duy nhất có thể truyền hình ảnh chất lượng cao nhất sau đó (và hiện tại) tức là, 1.080 dòng trên mỗi hình ảnh và 1.920 pixel mỗi dòng. Các đài truyền hình cũng thích quét xen kẽ vì kho lưu trữ lập trình xen kẽ rộng lớn của họ không dễ tương thích với định dạng lũy tiến.

### Chính thức ra mắt
DirecTV tại Hoa Kỳ đã ra mắt nền tảng vệ tinh kỹ thuật số thương mại đầu tiên vào tháng 5 năm 1994, sử dụng tiêu chuẩn Hệ thống vệ tinh kỹ thuật số (DSS). Phát sóng cáp kỹ thuật số đã được thử nghiệm và ra mắt tại Hoa Kỳ vào năm 1996 bởi TCI và Time Warner. Nền tảng mặt đất kỹ thuật số đầu tiên được ra mắt vào tháng 11 năm 1998 với tên ONdigital tại Vương quốc Anh, sử dụng tiêu chuẩn DVB-T.

## Ứng dụng

### Ứng dụng vào ngành truyền thông tiếp thị
Với tốc độ tăng trưởng chóng mặt của truyền số (gần 25% trong 5 năm qua), đã tạo nên nhu cầu đáng kể cho nội dung số. Ngoài nội dung người dùng tự tạo nên hay những bộ phim thì nguồn lớn nhất của nội dung là nằm ở truyền hình trên các phương tiện truyền thông số. Truyền hình hiện nay là nội dung video, có thể được xem trên truyền hình truyền thống, điện thoại di động, máy tính xách tay, máy tính bảng. Và thay vì lỗi thời truyền hình vẫn đóng góp vào ngành truyền thông tiếp thị thông qua những cách mới, số hóa và hiện đại hơn. Dưới đây là một số nhận định về xu hướng của truyền hình số trong tương lai cũng như sự chuyển dịch trong cơ cấu nội dung trên truyền hình kỹ thuật số.

#### Video trực tuyến mạnh lên nhưng tivi vẫn là thống soái[18]
Các năm qua, quảng cáo trên nền tảng video trực tuyến mạnh lên rõ rệt chưa dứt điểm được tivi truyền thống mà nó chỉ đang gặm nhấm thị phần của tivi thôi. Tại Mỹ mức suy giảm của tivi truyền thống và mức lấn thị phần của video trực tuyến là 1,5-2% mỗi năm, nhưng ở châu Á tivi đang đi ngang với mức tiếp cận 83% người dùng.
Các thống kê và dự báo cho thấy doanh thu truyền hình giảm rõ rệt, song vẫn còn khá lớn trong cơ cấu chi tiêu, không chỉ ở Việt Nam mà còn ở khắp các nước. Phân bổ ngân sách cho quảng bá trên tivi trước kia có thể lên đến 80% tổng chi tiêu thì nay vẫn còn mức 60-70%.
Chính tivi thông minh đã làm cho tivi truyền thống hồi sức lại một chút. Còn video trên Facebook chưa khai thác thương mại hiệu quả được và vẫn còn sơ khai, còn khá lúng túng trong việc tạo ảnh hưởng và khai thác thương mại.

#### Truyền hình đang trở thành trải nghiệm của cá nhân
Chúng ta không còn thấy các gia đình quây quần bên chiếc tivi để cùng xem một chương trình truyền hình. Truyền hình hiện nay là những nội dung video, có thể được xem trên truyền hình truyền thống điện thoại di động, máy tính xách tay, máy tính bảng. Địa điểm và thời gian để để xem truyền hình là không hạn chế. Ranh giới giữa nội dung trên truyền hình và nội dung số dần bị xóa mờ bởi mọi người có thể xem miễn phí các chương trình truyền hình trên các thiết bị di động của họ hoặc ngược lại có thể xem các nội dung số ngay trên chiếc tivi truyền thống. Kết quả là khán giả có thể tự do lựa chọn những gì họ muốn xem chứ không phải bị giới hạn thời gian phát sóng. Hơn nữa với sự phát triển của Internet ngày nay, mỗi khán giả đều có rất nhiều sự lựa chọn trên hàng triệu nội dung video vô cùng phong phú. (Nguồn: Brand Việt Nam)

#### Xu hướng màn hình xếp chồng (hayhành vi đa màn hình) và sự phân tán chú ý
Người tiêu dùng Việt Nam ngày càng có xu hướng xem truyền hình và thao tác trên các thiết bị khác cùng một lúc ngày cả ở thời gian chính (buổi tối muộn) khi truyền hình đạt tỉ suất cao nhất – đây được xem là xu hướng màn hình xếp chồng mới. Đa số người xem sử dụng các thiết bị khác của họ như: PC, máy tính bảng, điện thoại di động thông minh trong khi xem truyền hình để có thêm thông tin về chương trình đang chiếu, giao tiếp với những người khác, hay tìm kiếm những sản phẩm dịch vụ được quảng cáo. Theo thống kê của TNS Connected Life, vào năm 2015, hoạt động phổ biến nhất của xu hướng màn hình chồng là mạng xã hội. (Nguồn: Brand Việt Nam)

## So sánh analog với kỹ thuật số
Xem thêm: Truyền hình tương tự
DTV có một số lợi thế so với TV analog, đáng kể nhất là các kênh kỹ thuật số chiếm ít băng thông hơn và nhu cầu băng thông liên tục thay đổi, với chất lượng hình ảnh giảm tương ứng tùy thuộc vào mức độ nén cũng như độ phân giải của hình ảnh truyền đi. Điều này có nghĩa là các đài truyền hình kỹ thuật số có thể cung cấp nhiều kênh kỹ thuật số hơn trong cùng một không gian, cung cấp dịch vụ truyền hình độ nét cao hoặc cung cấp các dịch vụ phi truyền hình khác như đa phương tiện hoặc tương tác. DTV cũng cho phép các dịch vụ đặc biệt như ghép kênh (nhiều chương trình trên cùng một kênh), hướng dẫn chương trình điện tử (EPG) và ngôn ngữ bổ sung (âm thanh hoặc phụ đề). Việc bán các dịch vụ phi truyền hình có thể mang lại một nguồn doanh thu bổ sung.
Tín hiệu số và tín hiệu analog phản ứng với nhiễu khác nhau. Ví dụ, các vấn đề phổ biến với truyền hình analog bao gồm bóng mờ hình ảnh, nhiễu từ tín hiệu yếu và nhiều vấn đề tiềm ẩn khác làm giảm chất lượng hình ảnh và âm thanh, mặc dù tín hiệu chương trình vẫn có thể xem được. Với truyền hình kỹ thuật số, âm thanh và video phải được đồng bộ hóa kỹ thuật số, do đó việc thu tín hiệu kỹ thuật số phải gần như hoàn thiện nếu không cả âm thanh và video đều không thể sử dụng được. Nói ngắn gọn về sự thất bại hoàn toàn này, hiện tượng "vỡ hình" sẽ xảy ra khi tín hiệu kỹ thuật số bị can nhiễu.
TV analog được bắt đầu với âm thanh đơn âm (mono), và sau đó phát triển âm thanh truyền hình đa kênh với hai kênh tín hiệu âm thanh độc lập (stereo). DTV cho phép tối đa 5 kênh tín hiệu âm thanh cộng với kênh loa trầm phụ (âm thanh vòm), với các chương trình phát sóng có chất lượng tương đương rạp chiếu phim và DVD.

### Tạo tác nén, giám sát chất lượng hình ảnh và phân bổ băng thông
Hình ảnh DTV có một số khiếm khuyết mà không có trên truyền hình analog hoặc rạp chiếu phim, vì những hạn chế ngày nay của tốc độ bit và thuật toán nén như MPEG-2. Khiếm khuyết này đôi khi được gọi là "tiếng ồn muỗi".
Do cách thức hoạt động của hệ thống thị giác của con người, các khiếm khuyết trong một hình ảnh được định vị theo các đặc điểm cụ thể của hình ảnh. Tuy nhiên, hệ thống DTV được thiết kế để tận dụng các hạn chế khác của hệ thống thị giác của con người để giúp che giấu những khiếm khuyết này, ví dụ như bằng cách cho phép tạo tác nén nhiều hơn khi chuyển động nhanh trong đó mắt không thể theo dõi và nhận biết chúng một cách dễ dàng và ngược lại, giảm thiểu các tạo tác trong ảnh nền có thể được kiểm tra chặt chẽ trong một cảnh (vì thời gian cho phép).
Các nhà khai thác phát sóng DTV mặt đất, truyền hình cáp, vệ tinh và Internet kiểm soát chất lượng hình ảnh của mã hóa tín hiệu truyền hình bằng các thuật toán phức tạp, dựa trên khoa học thần kinh, chẳng hạn như công cụ đo lường chất lượng video cấu trúc tương tự (SSIM). Một công cụ khác, được gọi là Visual Information Fidelity (VIF), là một thuật toán hoạt động hàng đầu ở cốt lõi của hệ thống giám sát chất lượng video Netflix VMAF, chiếm khoảng 35% tổng mức tiêu thụ băng thông của Hoa Kỳ.

### Ảnh hưởng của việc tiếp nhận kém
Những thay đổi trong việc tiếp nhận tín hiệu từ các yếu tố như kết nối ăng-ten xuống cấp hoặc điều kiện thời tiết thay đổi có thể làm giảm dần chất lượng của TV analog. Bản chất của truyền hình kỹ thuật số ban đầu là tạo ra một video có thể giải mã hoàn chỉnh, cho đến khi thiết bị nhận bắt đầu nhận được nhiễu lấn át tín hiệu mong muốn hoặc nếu tín hiệu quá yếu để giải mã. Một số thiết bị sẽ hiển thị hình ảnh bị cắt xén với thiệt hại đáng kể, trong khi các thiết bị khác có thể chuyển trực tiếp từ video có thể giải mã hoàn chỉnh sang không có video nào cả hoặc dừng thu sóng. Hiện tượng này được gọi là hiệu ứng vách đá kỹ thuật số (cliff).
Lỗi khối có thể xảy ra khi quá trình truyền được thực hiện với hình ảnh nén. Lỗi khối trong một khung hình đơn lẻ thường dẫn đến các hộp đen trong một số khung hình tiếp theo, gây khó khăn cho việc xem.
Đối với các vị trí xa, các kênh phát diện rộng, là tín hiệu tương tự, trước đây có thể sử dụng được trong tình trạng tuyết rơi và xuống cấp, còn với tín hiệu kỹ thuật số, có thể được giải mã hoàn chỉnh hoặc có thể hoàn toàn không khả dụng. Việc sử dụng các tần số cao hơn sẽ làm tăng thêm những vấn đề này, đặc biệt là trong trường hợp không có đường ngắm thẳng rõ ràng từ vị trí ăng-ten thu đến trạm phát, bởi vì các tín hiệu tần số cao hơn thường không thể đi qua chướng ngại vật một cách dễ dàng.

### Ảnh hưởng đến công nghệ analog cũ
|  | Phần này cần được cập nhật. Vui lòng cập nhật bài viết này để phản ánh các sự kiện gần đây hoặc thông tin mới có sẵn.(Tháng 2 năm 2017) |

Các TV chỉ có bộ dò kênh analog không thể giải mã truyền hình kỹ thuật số. Nguyên nhân là do sóng của Analog khá kém, hình ảnh khi xem có thể bị nhiễu, hỏng hình. Khi ngừng phát sóng truyền hình analog quảng bá, người dùng các loại TV chỉ có bộ dò kênh analog có thể sử dụng các nguồn truyền hình kỹ thuật số khác (ví dụ: cáp, vệ tinh...) hoặc có thể mua thiết bị giải mã tín hiệu truyền hình (Set-top box) để xem kênh kỹ thuật số mặt đất.

### Sự biến mất của máy thu âm thanh TV
Trước khi chuyển đổi sang TV kỹ thuật số, truyền hình analog phát âm thanh cho các kênh TV trên tín hiệu sóng FM riêng biệt từ tín hiệu video. Tín hiệu âm thanh FM này có thể được nghe bằng radio tiêu chuẩn được trang bị các mạch điều chỉnh thích hợp.
Tuy nhiên, sau khi nhiều quốc gia chuyển sang truyền hình kỹ thuật số, không có nhà sản xuất radio di động nào phát triển một phương pháp thay thế cho radio cầm tay để chỉ phát tín hiệu âm thanh của các kênh truyền hình kỹ thuật số.

### Các vấn đề môi trường
Việc áp dụng một tiêu chuẩn phát sóng không tương thích với các máy thu analog hiện có đã tạo ra vấn đề số lượng lớn các máy thu tương tự bị loại bỏ trong quá trình chuyển đổi truyền hình kỹ thuật số.
Theo một nhóm chiến dịch, một màn hình máy tính CRT hoặc TV chứa trung bình 8 pound (3,6 kg) chì.  Theo một nguồn khác, chì trong thủy tinh của CRT thay đổi từ 1,08 lb đến 11,28 lb, tùy thuộc vào kích thước và loại màn hình, nhưng chì ở dạng oxit chì "ổn định và bất động" trộn vào kính.  Người ta cho rằng chì có thể có tác động tiêu cực lâu dài đến môi trường nếu bị đổ như bãi rác.  Tuy nhiên, thủy tinh có thể được tái chế tại các cơ sở được trang bị phù hợp.  Các phần khác của máy thu có thể bị xử lý như vật liệu nguy hiểm.
Hạn chế của địa phương đối với việc xử lý các tài liệu này rất khác nhau; trong một số trường hợp, các cửa hàng đã qua sử dụng đã từ chối chấp nhận các máy thu truyền hình màu đang hoạt động để bán lại do chi phí xử lý TV không bán được ngày càng tăng. Những cửa hàng tiết kiệm vẫn đang chấp nhận TV được tặng đã báo cáo sự gia tăng đáng kể về máy thu truyền hình đã qua sử dụng có điều kiện tốt bị bỏ rơi bởi những người xem thường mong muốn chúng không hoạt động sau khi chuyển đổi kỹ thuật số.
Tại Michigan vào năm 2009, một người tái chế đã ước tính rằng cứ 4 hộ gia đình là sẽ có 1 hộ sẽ vứt bỏ hoặc tái chế một chiếc TV vào năm sau.  Việc chuyển đổi truyền hình kỹ thuật số, chuyển đổi sang các máy thu truyền hình độ nét cao và thay thế CRT bằng màn hình phẳng là tất cả các yếu tố làm tăng số lượng máy thu truyền hình dựa trên CRT bị loại bỏ.